# Durrant Brown
Durrant Brown, né le 8 juillet 1964 à Saint James, est un joueur de football jamaïcain qui évoluait au poste de défenseur.

## Carrière internationale
Durrant Brown a fait partie de la sélection jamaïcaine présente au mondial 1998 en France. Cependant il n'a pas joué une seule minute des 3 matchs de son équipe.

## Palmarès
Champion de Jamaïque (1988 et 1992) Wadadah FC 